# Comparação de software VoIP
Os programas de Voz sobre IP (VoIP) são usados para conduzir chamadas de voz similares às telefônicas através da redes Protocolo internet baseadas em (IP), VoIP é um diminuitivo de "Voz sobre IP". O seu uso oferece vantagens; como a utilização conjunta de túneis de voz e dados, canalizando os dois tipos de serviços na rede IP enquanto que permite o obter um leque maior de capacidades como a criptografia e Rede Privada Virtual, o seu baixo custo tornam a sua utilização cada vez mais popular.
Os Softphones são programas de computador para clientes receberem chamadas de voz e vídeo sobre a rede IP com a funcionalidade básica dos telefones originais, que geralmente permite integração com Telefone IP e Telefone usb em vez de utilizar o microfone e colunas do PC. A maioria de softfones correm no protocolo aberto Protocolo de Iniciação de Sessão (SIP) e suportam vários codecs. O sistema Skype funciona numa rede fechada proprietária, apesar da rede (não o software de cliente oficial) também suporta cliente SIP Agora os programas Online "Chat" também incorporam comunicações de voz e vídeo.
Outros programas de VoIP incluem servidores para fazer conferências, redes internas, FXSs virtuais e programas de telefonia adaptados para permitir duplo suporte de VoIP e PSTN como os sistema IVR, marca e dita, e servidores para funções de guarda e grava.

## Clientes Gerais de Softphone
| Programa                                  | Sistemas Operacionais                                                                        | Licença                                                                      | Aberta? | Protocolos/compatibilidade com | Encriptação | Max pares conferência                                                       | Outros recursos | Versão atual                                                                |
| ----------------------------------------- | -------------------------------------------------------------------------------------------- | ---------------------------------------------------------------------------- | ------- | --- | --- | --------------------------------------------------------------------------- | --- | --------------------------------------------------------------------------- |
| AOL Instant Messenger                     | Mac OS, Windows                                                                              | Freeware / Closed Software Proprietário                                      | Não     | SIP (Apenas Windows), RTP | Desconhecido | Desconhecido                                                                | Video; Transferência ficheiros; PC para telefone; Telefone para PC |                                                                             |
| Avaya Application Server 5300 Soft Client | Windows                                                                                      | Software Proprietário                                                        | Não     | SIP, RTP, | TLS, SRTP | Desconhecido                                                                | | 2.0 (2010)                                                                  |
| Blink                                     | Linux, Mac OS, Windows                                                                       | GPL / Software livre                                                         | Sim     | ICE, SIP, MSRP, RFB (VNC) | TLS, SRTP | Ilimitado                                                                   | Mensagem instantânea; Transferência de ficheiros; Compartilhamento de tela (Mac OS); conferência Multi-grupo; Banda larga | 0.23.2 (15 de Fevereiro 2011)                                               |
| Bria                                      | Windows, Mac OS, Linux (Chamadas só de voz)                                                  | Software Proprietário                                                        | Não     | SIP, XMPP, STUN, ICE | TLS, SRTP | 6 grupos de áudio; 3 grupos de vídeo                                        | Camada de vídeo (1280 x 720P) e voz HD; Mensagem Instantânea e Presence (SIP SIMPLE e XMPP); Integração de conta múltipla; Suporte a agenda (Mac e Windows); Salas de chat da companhia; Suporte USB; Assistente para resolução de problemas; Grupos de trabalho; Gravação de voz; Conferência. | 3.2 (April 2011)                                                            |
| Brosix                                    | Linux, Mac OS, Windows                                                                       | Freeware / Closed Software Proprietário                                      | Não     | | Sim | Desconhecido                                                                | Chat de texto; Transferência de ficheiros; Vídeo chamada; Captura de tela; Compartilhamento de tela; Whiteboard, Co-browse | 3.0 (julho 2010)                                                            |
| Cisco IP Communicator                     | Windows                                                                                      | Closed Software Proprietário                                                 | Não     | SCCP (Skinny), SIP, TFTP | SRTP | Desconhecido                                                                | Gravação de chamadas; Monitoramento silencioso; Múltiplas listas telefônicas; Discagem rápida; Identificador de chamadas; Chamada em espera; Desvio de chamadas; Transferência de chamadas; Três vias para chamadas (conferência); Reter chamadas; Captura de chamadas; Rediscagem; Retorno de chamadas; Mobilidade de extensão; Indicador de mensagem em espera; iDivert; Encontro de conferência; Captura de grupo; "Não perturbe"; Largura da banda G.722, G.711a, G.711u, iLBC, G.729a e G.729ab; Codecs de áudio | 7.0.6 (Janeiro 2011)                                                        |
| Ekiga                                     | Linux, (Beta Windows support), OpenSolaris                                                   | GPL / Software livre                                                         | Sim     | SIP, H.323, H.263, H.264/MPEG-4 AVC, STUN, Theora, Zeroconf                                                                                                  | Não | Desconhecido                                                                | Vídeo; Mensagem instantânea; LDAP; Desvio de chamadas; Transferência de chamadas | en:latest stable software release/Ekiga                                     |
| Empathy                                   | Linux                                                                                        | GPL / Software livre                                                         | Sim     | SIP, XMPP (Jingle), ICE (STUN/TURN), Zeroconf | Não | Desconhecido                                                                | Mensagem instantânea; Múltiplos usuários A/V; Aplicações colaborativas | 2.32.0.1 (2010-10-04)                                                       |
| Eyeball Chat                              | Windows                                                                                      | Freeware / Closed Software Proprietário                                      | Não     | SIP, STUN, ICE, XMPP | Sim | 5                                                                           | Mensagem instantânea; Voz e vídeo baseado em SIMPLE | Windows 3.2                                                                 |
| eyeBeam                                   | Windows                                                                                      | Software Proprietário                                                        | Não     | SIP | TLS, SRTP | 6 grupos de áudio; 3 grupos de vídeo                                        | Chamadas de vídeo e voz; Mensagem instantânea e Presence (SIP SIMPLE); Importação dos contatos do Outlook; Suporte USB; Gravação de chamadas; Conferência | 1.5.20.1 (Março 2010)                                                       |
| Gizmo5                                    | Linux, Mac OS X, Windows, Windows Mobile Phone, Blackberry, Nokia, PDA Java                  | Freeware / Closed Software Proprietário                                      | Não     | SIP, XMPP | SRTP | Desconhecido                                                                | Gravação de chamadas; Desvio de chamadas; MSN; Windows Live Talk; Google Talk; Fale com Yahoo; XMPP | Windows: 4.0.5.395 (23 Setembro 2009), Mac OS: 4.0.0.269 (23 Setembro 2009) |
| Google Talk                               | Linux, Windows                                                                               | Closed Software Proprietário (usando libjingle)                              | Não     | XMPP | SRTP | Desconhecido                                                                | Vídeo; Chat; Transferência de ficheiros; Correio de voz; e-mail através de "integração com GMail" | 1.0.0.104                                                                   |
| IBM Lotus Sametime\|IBM Sametime          | Linux, Mac OS X, Windows, mobile                                                             | Closed Software Proprietário                                                 | Não     | SIP, SIMPLE, T.120 e H.323 | TLS | Desconhecido                                                                | Mensagem instantânea; Transferência de ficheiros; Voz; Presence; Servidor de armazenamento da lista de contatos; Encapsulamento HTTP; Plugins; Embutido no Lotus Notes | 8.5.2 (08. Maio 2011)                                                       |
| iChat                                     | Mac OS X                                                                                     | Closed Software Proprietário                                                 | Não     | SIP AIM ICQ XMPP H263 H264 | Desconhecido | Desconhecido                                                                | Integrado; PBX independente | Janeiro 2007                                                                |
| Jitsi                                     | Linux, Mac OS, Windows XP/2000 (todos com suporte a java)                                    | LGPL / Software livre                                                        | Sim     | SIP/SIMPLE, XMPP | Criptografia de voz (SRTP e negociação com en:ZRTP), criptografia de sinalização (TLS)                                                                     | Mensagem de texto; Telefonia áudio/vídeo; IPv6; Gravação de chamadas        | |                                                                             |
| KPhone                                    | Linux (KDE)                                                                                  | GPL / Software livre                                                         | Sim     | SIP, STUN, NAPTR/SRV | SRTP | Desconhecido                                                                | Vídeo; Voz; Mensagem instantânea; Sessões externas; Suporte IPv6 para UDP | 1.2 (Novembro 2008)                                                         |
| Linphone                                  | Linux, Windows, Android, iPhone, BlackBerry                                                  | GPL / Software livre                                                         | Sim     | SIP | Não | Desconhecido                                                                | Vídeo; Mensagem instantânea; STUN; IPv6 | 3.5.0 (Dezembro 2011)                                                       |
| MicroSIP                                  | Windows                                                                                      | GPL / Software livre                                                         | Sim     | SIP, STUN, ICE, SIMPLE | TLS, SRTP | Desconhecido                                                                | Voz; Mensagem instantânea; Presence | 2.0.6 (Dezembro 2011)                                                       |
| Mirial Softphone                          | Windows 2000/XP/2003/Vista/7 (incluindo versão de 64bits), Mac OS X (x86)                    | Closed Software Proprietário                                                 | Não     | SIP, H.323, RTSP | DTLS-SRTP | Desconhecido                                                                | Recepção/transmissão de Vídeo Full-HD H.264 (1080p); Duas linhas independentes de apoio de controle de chamadas em presença continua; G.722.1/C; Áudio HD; Gravação de chamada/exportação; DV/HDMI/Componente de captura; Apresentação (H.239, RFC-4796); Criptografia; Controle da câmera à distancia; Aceleração GPU (D3D e OpenGL) | 7.0.24 (Maio 26, 2010)                                                      |
| Mumble                                    | Linux, Mac OS X, Windows, Android                                                            | BSD                                                                          | Sim     | CELT / Speex | TLS and OCB-AES128 | Sem limite (limitado apenas pela velocidade de banda do servidor e memória) | Chat com HTML incorporado (limitado); Controle de ganho automático; Lista de Controle de Acesso para o gerenciamento de usuários; Envolvimento personalizável em jogos; Áudio direcional; Suporte a plugins; Canais aninhados; Cancelamento de eco; Suporte para Logitech G15 | 1.2.3 (February 19, 2011)                                                   |
| PhonerLite                                | Windows                                                                                      | Freeware / Closed Software Proprietário                                      | Não     | SIP | TLS, SRTP, en:ZRTP | 8                                                                           | conferência; Redirecionamento de chamadas; Gravação de chamadas | {{:en:latest stable software release/PhonerLite}}                           |
| QuteCom                                   | Linux, Mac OS X, Windows XP/2000                                                             | GPL / Software livre                                                         | Sim     | SIP | SRTP, mas a troca de chaves via Everbee não é um padrão | Desconhecido                                                                | Vídeo; Mensagem instantânea (MSN, AIM, ICQ, Yahoo, XMPP, Google Talk); Correio de voz; Wengo para telefone; Conferência | {{:en:latest stable software release/QuteCom}}                              |
| Revation Communicator                     | Windows 2000/XP/Vista/7                                                                      | Closed Software Proprietário                                                 | Não     | SIP/SIMPLE | TLS e SRTP | Sem limite (limitado apenas pelo serviço de mistura do servidor)            | Chat seguro Multi-grupo/mensagem instantânea; Presence; VoIP; Vídeo; Transferência de ficheiros; Compartilhamento de tela | 5.3 (August 2011)                                                           |
| SFLphone                                  | Linux                                                                                        | GPL3 / Software livre                                                        | Sim     | SIP, RTP, IAX2, STUN por conta, SRV | Criptografia de voz ([[:en:Secure Real-time Transport Protocol\|SRTP), criptografia de sinalização (TLS), mecanismo de autentificação múltipla de domínios | Desconhecido                                                                | Cliente Gnome/KDE; Agenda; Múltiplas contas; Número de chamadas ilimitado; Transferência de chamadas; Chamada em espera/Retomar; conferência multi modo | 1.0.1 (November 21, 2011)                                                   |
| SightSpeed                                | Mac OS X, Windows                                                                            | Freeware / Closed Software Proprietário                                      | Não     | SIP, RTP, Protocolo proprietário P2P | Desconhecido | Desconhecido                                                                | Vídeo; Correio de voz; Fone de ouvido; Chamada multi grupo; Gravação de conferência; mensagem de texto; NAT transversal, E-mail de vídeo | 6.0                                                                         |
| Skype                                     | Linux, Mac OS X, Windows 2000/XP/Vista/7/Mobile (suporte acabou), BREW, Android, iPhone, PSP | Freeware / Closed Software Proprietário                                      | Não     | Protocolo proprietário P2P; SIP usuários não conseguem ligar a rede Skype sem software/hardware alternativo, pois o software Skype não o suporta diretamente | AES-256, Skype Encryption | 25 desde a versão 3.6.0.216. 10 com 2.x                                     | conferência; Vídeo; Transferência de ficheiros; Correio de voz; Skype para telefone/Telefone para Skype; Extensão adicional P2P (jogos, whiteboard, etc); Dependendo da plataforma |                                                                             |
| Spikko                                    | Windows 2000/XP/Vista/7/Mobile, ifone,                                                       | Freeware / Closed Software Proprietário                                      | Não     | SIP | Sim | 8                                                                           | conferência; Correio de voz; PC para telefone/telefone para PC; Números de telefone s internacionais gratuitos; Integração com a agenda | Dezembro 2010                                                               |
| TeamSpeak                                 | Linux, Windows, Mac OS X, FreeBSD, Android, iOS                                              | Freeware Closed / Software Proprietário                                      | Não     | CELT / Speex | Sim (Opcional) | Ilimitado (depende da banda e memoria do servidor)                          | conferência simultânea com abas; Efeitos de som 3D; Sistema de permissão dimensionável; Firewal amigável para transferência de ficheiros; Envolvimento personalizável em jogos DirectX e OpenGL; Lista pública global do servidor; Sistema de plugin | 3.0.1                                                                       |
| Telephone                                 | Mac OS X 10.5                                                                                | BSD / Software livre                                                         | Sim     | SIP, STUN, ICE | Não | Desconhecido                                                                | Integração com a agenda | 2011\|04\|30}})                                                             |
| Tokbox                                    | Mac OS X, Windows XP/2000/Vista                                                              | Freeware / Closed Software Proprietário                                      | Não     | Desconhecido | Desconhecido | Desconhecido                                                                | Chamada Video; Conferências video; Chat; Mensagem instantânea (MSN, AIM, Yahoo, Google Talk) | Desconhecido                                                                |
| Line2 Pro                                 | Windows XP/Vista/7, Mac OS X, iOS, Android                                                   | Freeware / Closed Software Proprietário                                      | Não     | Proprietário com core SIP | Desconhecido | 20                                                                          | conferências; Correio de voz; Identificador de chamadas; Chamada em espera; Integração com a agenda; Atendimento automático; Desvio de chamada | Windows: Agosto 2010 / OS X: Outubro 2010                                   |
| Tru App                                   | Windows 2000/XP/Vista/7, Mac OS X, Linux iOS, Android, Symbian, BlackBerry OS,               | Freeware / Closed Software Proprietário                                      | Não     | SIP, XMPP | Desconhecido | Desconhecido                                                                | Chat; Transferência de ficheiros; Correio de voz; Números de entrada; Integração com Gtalk; Microsoft Live; Skype |                                                                             |
| Twinkle                                   | Linux                                                                                        | GPL / Software livre                                                         | Sim     | SIP | SRTP, en:ZRTP | Desconhecido                                                                | conferências; Chat; Transferência de ficheiros; Integração com Firefox; Desvio de chamada; Correio de voz; Suporta serviços VoIP para telefone | en:latest stable software release/Twinkle                                   |
| uTech                                     | Windows, Mac OS X e Linux                                                                    | Closed Software Proprietário                                                 | Não     | SIP, RTP, NAT, STUN e ICE | TLS, SRTP | 3 Usuários                                                                  | Conferências, Suporte Multi-línguas (Português / Inglês / Espanhol / Francês), suporte para até 10 contas/perfis, integração com Google Analytics para monitoração, API para integração, leitor de RSS personalizável, gravação de chamadas, chamadas com vídeo, compartilhamento de tela do computador, siga-me (encaminhamento) e Auto-atendimento. | Versão 1.0.2                                                                |
| Vbuzzer                                   | Windows 2000/XP/Vista                                                                        | Freeware / Closed Software Proprietário                                      | Não     | SIP | TLS | Desconhecido                                                                | Mensagem instantânea; Correio de voz; Saudação de voz personalizável | 2.0.282                                                                     |
| Ventrilo                                  | Mac OS X, Windows                                                                            | Freeware / Closed Software Proprietário                                      | Não     | | Não | Desconhecido                                                                | conferência; Chat; Leitor de texto | 3.0.8                                                                       |
| Voice Operator Panel                      | Windows 2000/XP/Vista                                                                        | Closed Software Proprietário                                                 | Não     | SIP, RTP | Desconhecido | Desconhecido                                                                | Desvio de chamada; Transferência de chamada; Gravação de chamadas; Presence; Integração com Outlook e MSN/Live; CRM; Navegador integrado e e-mail; LDAP; APS | 1.3.2                                                                       |
| X-Lite                                    | Mac OS, Windows, (Linux)                                                                     | Freeware / Closed Software Proprietário                                      | Não     | SIP, STUN, ICE | Não | Desconhecido                                                                | Mensagem instantânea; Conta de login único; conferência (Windows e mac); Vídeo; SIMPLE | Windows / Mac OS: 4.1 / Linux: Descontinuado                                |
| Yahoo! Messenger                          | Mac OS (8, 9, X), Windows, (Linux/FreeBSD versão incompatível com VoIP)                      | Freeware / Closed Software Proprietário                                      | Não     | SIP (TLS) e RTP (mídia) | Desconhecido | Desconhecido                                                                | Vídeo; Transferência de ficheiros; PC para telefone/telefone para PC |                                                                             |
| Zfone                                     | Linux, Mac OS X, Windows                                                                     | Freeware / Fontes visíveis Software Proprietário (inclui provisão expiração) | Não     | SIP, RTP | SRTP, en:ZRTP | Desconhecido                                                                | | Beta 2008-09-04 (Linux 0.9.224), (Mac OS 0.9.246), (Windows 0.9.206)        |

## Celulares
| Programa         | Sistemas operacionais | Licença                                      | Protocolos/compatibilidade com                                          | Criptografia                                           | Outros recursos | Versão atual                                      |
| ---------------- | --- | -------------------------------------------- | ----------------------------------------------------------------------- | ------------------------------------------------------ | --- | ------------------------------------------------- |
| Bria mobile      | Android v2.1 iPad v4.3+ iPhone v4.0+, iPod touch, iPad                                                                   | Software Proprietário                        | SIP                                                                     | TLS, SRTP                                              | VoIP sobre Wi Fi ou 3G; Codecs de áudio G.711, G.722, iLBC, GSM e SILK (codec)/SILK, com opções para comprar o G.729; Visualização de chamadas e indicador de correio de voz; Viva voz; Mudo e em espera; Três vias de áudio para conferência; Toques | android 1.1.2 iphone 1.1.9 (Novembro 2011)        |
| Gizmo5 Mobile    | Windows Mobile (não nativo, somente através do SJPhone), Motorola, Nokia, Blackberry, Java PDA's, Sony Ericsson, Samsung | Freeware                                     | SIP, AIM, iChat, XMPP, MSN, Yahoo                                       | Sim                                                    | Telefone on-line sobre EDGE, UMTS, 3G, celular; Correio de voz; AOL, iChat, XMPP, Yahoo Messenger, Windows Live | 1.15                                              |
| Jajah Mobile Web | Symbian OS, Windows Mobile (versão desconhecida)                                                                         | Serviço baseado na web, nenhum download      |                                                                         | Desconhecido                                           | |                                                   |
| Amivox           | Java ME, Android, BlackBerry RIM, iPhone, todos os navegadores móveis                                                    | Serviço baseado na web/Software Proprietário | SIP, GSM, CDMA, WiMax, WiFi, Facebook                                   | Desconhecido                                           | Permite enviar mensagens de voz como uma micro chamada, SMS, e-mail ou publicá-las no Facebook | 2.0                                               |
| Line2            | iOS (iPhone & iPad), Android                                                                                             | Freeware / Software Proprietário             | Proprietário com núcleo SIP                                             | Desconhecido                                           | Três modos de chamada (celular, 3G/4G, Wi Fi); SMS sobre IP; Correio de voz; Chamadas de conferência para 20 pessoas; Atendimento automático; Desvio de chamadas                                                                                      | 1.0.4 Android, 3.2.1 iOS                          |
| Sipdroid         | Android | GPL                                          | SIP                                                                     | Desconhecido                                           | Usa Wi Fi, 3G ou EDGE |                                                   |
| Truphone         | Nokia-Symbian, iPhone, Android, Blackberry                                                                               | Freeware / Software Proprietário             | SIP                                                                     | Desconhecido                                           | Wi Fi; SMS sobre IP; Gerenciamento de conexões | 4.0 Symbian, 1.11.1 iPhone                        |
| Vopium           | Symbian, Java ME, Android, BlackBerry RIM, iPhone, Windows Mobile 2003 SE E superiores, iPhone (modelos selecionados)    | Freeware / Software Proprietário             | SIP, GSM, MSN, Skype, Yahoo, AOL, ICQ, Google Talk, Facebook & Twitter, | Desconhecido                                           | Wi Fi sobre VoIP; Chamada através de GSM; SMS sobre IP; Roteamento de menor custo; Sincronização/back-up de contatos e calendário | 2.0                                               |
| Windows Mobile 6 | Windows Mobile 6 Professional/Standard                                                                                   | Software Proprietário                        | SIP público e servidores de reteamento privados                         | Desconhecido                                           | WiFi Mobile VoIP | 6.1                                               |
| CSipSimple       | Android | GPL                                          | SIP                                                                     | SRTP/en:ZRTP/SIP sobre TLS (usando versões especiais)  | Java baseado em aplicativo Android |                                                   |
| Tivi             | Windows, muitos celulares, Nokia smartphones                                                                             | Freeware                                     |                                                                         |                                                        | tivi-to-land line | Video call: 0.127a, Lite: 0.602.                  |
| en:SJphone       | Windows 2000/Windows XP, Windows Vista, Mac OS X, Linux, Windows Mobile 5                                                | Freeware                                     | Não                                                                     | SIP, RTP, STUN, Jabber, H.323                          | Customizável para ITSP | Windows XP/Vista: 1.65 beta (27 de Março de 2007) |
| HipVoice         | WinCE 4.2, PocketPC, Windows Mobile 5.0, CE 5.0                                                                          | Software Proprietário                        | XMPP, Jabber                                                            | Algoritmo proprietário                                 | Push-To-Talk- Unicast & Multicast | v3.1                                              |
| iTalkie          | Windows Mobile 2003/2003SE/5.0, WindowsCE 4.x/5.x                                                                        | Software Proprietário                        |                                                                         | Serverless walkie-talkie com presença e chamada direta | enterprise and vertical markets | 1.15                                              |

## Bibliotecas e Modelos
| Programa           | Sistemas Operacionais                                       | Licença               | Protocolos/compatibilidade com            | Encriptação                    | Outros recursos                                                                          | Mercados chave e iniciais                                       | Versão atual                      |
| ------------------ | ----------------------------------------------------------- | --------------------- | ----------------------------------------- | ------------------------------ | ---------------------------------------------------------------------------------------- | --------------------------------------------------------------- | --------------------------------- |
| Tapioca            | Linux                                                       | GPL / Software livre  | Telepathy (software)                      | Desconhecido                   |                                                                                          |                                                                 | 0.3.9 (12 de Junho de 2006)       |
| Telepathy/Farsight | Linux, Mac OS X, Windows                                    | LGPL / Software livre | SIP, XMPP (Jingle), ICE (STUN/TURN), UPnP |                                | Conferência múltipla de usuários A/V; Mensagens instantâneas; Aplicativos de colaboração | Dispositivos móveis (Maemo), Linux Desktop                      | spec 0.17.8 (24 de Julho de 2008) |
| OPAL               | Windows, Linux (incluindo variantes incorporadas), Mac OS X | MPL / Software livre  | SIP, H.323, IAX2, CAPI, VXML              |                                | Conferência múltipla de usuários A/V; Mensagens instantâneas; IVR                        | Softphones, softswitches, servidores de aplicações de telefonia | 3.10.3 (14 de Outubro de 2011)    |
| SecurePTT          | Microsoft Windows / Symbian OS                              | Software Proprietário | Protocolo Proprietário, RTP               | AES-256, RSA-2048 key exchange | Comunicação de voz segura PTT; Câmera segura PTT; Chat seguro PTT                        |                                                                 | 1.5                               |

## Software paraServidores
| Programa                                                          | Sistemas Operacionais                                                    | Licença                                                              | Aberta? | Protocolos/compatibilidade com                                                       | Encriptação                                                                                  | Outros recursos | Mercados chave e iniciais | Versão atual                                  |
| ----------------------------------------------------------------- | ------------------------------------------------------------------------ | -------------------------------------------------------------------- | ------- | ------------------------------------------------------------------------------------ | -------------------------------------------------------------------------------------------- | --- | --- | --------------------------------------------- |
| en:3CX Phone System                                               | Microsoft Windows                                                        | Closed                                                               | Não     | SIP                                                                                  | TLS, SRTP                                                                                    | Voz e vídeo sobre IP; conferência; Correio de voz; Mensagem instantânea | 25 000 - 50 000 usuários | 9 (Janeiro 2011)                              |
| en:AS5300                                                         | Linux, Windows Server 2003                                               | Closed                                                               | Não     | SIP, UNIStim, MLPP                                                                   | SSL, TLS, SRTP, SDESC                                                                        | Voz e vídeo sobre IP; conferência; Correio de voz; Mensagem instantânea | 1 000 - 25 000 usuários | 1.0 (Janeiro 2008)                            |
| en:Asterisk PBX                                                   | Linux/BSD, Mac OS X, Solaris                                             | GPL / Software livre                                                 | Sim     | SIP, H.323, IAX                                                                      | TLS, SRTP                                                                                    | Gateway VoIP; Correio de voz; Contabilidade básica (pode ser expandido através da interface do banco de dados compatível com ODBC); Faturamento; Conferência; Hot-desking; Árvore URA com lógica condicional; Distribuição automática de chamadas | Entusiastas; Desenvolvedores; Usuários corporativos (capacidade depende do desenho de servidor, escalável em vários servidores) | 1.8.7.0 (Setembro 2011) e versão 10.0.0 Beta1 |
| Brekeke PBX                                                       | Windows e Linux                                                          | 60 dias teste grátis / Software Proprietário                         | Não     | SIP                                                                                  |                                                                                              | IP PBX; Correio de voz; Conferência; ARS | Transportadores, empresas, ITSP, SMB                                                                                            | 2.0                                           |
| Brekeke SIP Server                                                | Windows, Linux, Mac OS e Solaris                                         | Free Academic License / Software Proprietário / 60 dias teste grátis | Não     | SIP                                                                                  |                                                                                              | SIP Registrar/Proxy, NAT Traversal, Autenticação, Dial Plan, Plugin APIs | Transportadores, empresas, ITSP, SMB, R&D                                                                                       | 2.0                                           |
| CallMax Softswitch                                                | Linux                                                                    | Closed Software Proprietário                                         | Não     | SIP, H.323                                                                           | SSL, TLS, HTTPS                                                                              | Integração de faturamento; Residencial/Hosted IP PBX; Menu IVR multinível; Plataforma de cartão de chamadas; Modulo callshop; Números-DID; Entroncamento SIP; Autorização por SIP, PIN, ANI, IP E login/senha | Provedor de serviços SIP; Provedor de serviços VoIP; Usuários IP PBX                                                            | Fevereiro 2011                                |
| Cisco Unified Communications Manager                              | Linux                                                                    | Software Proprietário                                                | Não     | SIP, SCCP, MGCP, H.323                                                               | SSL, TLS, SRTP                                                                               | SIP registrar/proxy; Autenticação | Usuários corporativos | 8.5                                           |
| NetUP UTM software do faturamento                                 | Linux, FreeBSD, Solaris, Windows (NT, 2000, XP, 2003)                    | Software Proprietário                                                | Não     | H.323, SIP                                                                           | RADIUS                                                                                       | Java- baseado em interface de administração multiplataforma | Provedores VoIP e ISP | 5.2.1-001                                     |
| ClearSea (en:Mirial s.u.r.l.)                                     | Windows 2000/XP/2003/Vista/7 (incluindo versão de 64bit), Mac OS X (x86) | Closed Software Proprietário                                         | Não     | SIP, H.323                                                                           |                                                                                              | Apresentação H.239; H.224; H.281 (FECC); Atua como controle de borda de secessão; Descobrimento automático de H.323/SIP em LAN; Suporta autenticação de usuários por banco de dados externo/LDAP; Diretório de contatos centralizado; Gerenciamento de grupos de usuários; Vídeo IVR para marcação de extensões de ponto final; Ajax-powered; Cliente ClearSea desktop uma etapa instalação via HTTP; Abastecimento automático; Configuração e autenticação segura de cliente ClearSea com base em credenciais de usuário | Conferência de vídeo; Empresas, organizações educacionais e de saúde                                                            | 1.0.3 (30 de Abril de 2010)                   |
| en:CommuniGate Pro                                                | Linux/BSD, Mac OS X, Windows, Solaris, HPUX, AIX                         | Closed Software Proprietário                                         | Não     | SIP, XIMSS Protocol, XMPP                                                            | SSL, TLS,                                                                                    | SIP Registrar/Proxy; Autenticação; Diameter; RADIUS; ENUM | Mobile Operators, ISP's, and SaaS providers                                                                                     | 5.4c1 (Janeiro 2011)                          |
| Elastix                                                           | Linux                                                                    | GPL / Software livre                                                 | Sim     | SIP, IAX, H323, XMPP                                                                 |                                                                                              | Servidor de comunicação unificada que suporta também e-mail, chat e fax | Capacidade depende do design do servidor; Escalável através de múltiplos servidores                                             | 2.0.3                                         |
| en:FreeSWITCH                                                     | Linux/BSD, Mac OS X, Solaris, Windows                                    | Mozilla Public License / Software livre / Open source                | Sim     | SIP, NAT-PMP, STUN, SIMPLE, XMPP, Google Talk (Jingle), IAX, H.323, MRCP, RSS, Skype | TLS, SRTP, en:ZRTP                                                                           | Gravador; Correio de voz; Conferência; RADIUS; ENUM; Mensagem instantânea; Streaming; Gateway de mídia; Soft-PBX (modular) | Grandes usuários de soft-switch; Usuários domésticos de PBX; Usuários de softphone                                              | 1.0.6 (16 de Abril de 2010)                   |
| en:GNU Gatekeeper                                                 | Linux/FreeBSD, Mac OS X, Windows XP/2000/Vista/Windows 7                 | GPLv2 / Software livre                                               | Sim     | H.323                                                                                | H.235                                                                                        | H.460.18 firewall transversal; Roteamento; Contabilidade | Conferência de vídeo; VoIP | 2.3.2, 25 de Maio de 2010                     |
| MediaCore Softswitch                                              | Linux                                                                    | Closed Software Proprietário                                         | Não     | H.323, SIP                                                                           | SSL, TLS, HTTPS                                                                              | Mecanismo de roteamento dinâmico; Faturamento integrado; Conversor de protocolo SIP-H.323; Transcodificação - codec módulo conversor; Guardian - módulo de garantia de receita; Funcionalidade SBC, completo e mídia proxy | Provedor de serviço de transito VoIP; Operadoras de VoIP por atacado                                                            | 2.22 (Setembro 2011)                          |
| Murmur                                                            | Linux/BSD, Mac OS X, Windows                                             | BSD / GPLv2                                                          | Sim     | CELT / Speex                                                                         | TLS                                                                                          | Chat com HTML incorporado (limitado); ACLs para manejamento de usuários; Envolvimento personalizável em jogos; Áudio direcional; Suporta plugin; Canais aninhados | Individual para pequenas e médias empresas (25 - 5 000 usuários)                                                                | 1.2.3 (19 de Fevereiro de 2011)               |
| en:Mysipswitch                                                    | Linux                                                                    | BSD / Software livre / Open source                                   | Sim     | SIP, Ajax                                                                            | SSL                                                                                          | Servidor proxy SIP que permite o uso de várias contas SIP com um login único SIP | Individual | Agosto de 2007                                |
| Objectworld UC Server                                             | Windows XP/2003/2008                                                     | Closed Software Proprietário                                         | Não     | SIP                                                                                  |                                                                                              | Assistente pessoal IP PBX; IVR; Provisionamento automático do telefone; Servidor de fax; Mensagens unificadas; Outlook; Exchange e Lotus Dominio/Notes integration; Conferência; Marcação externa | Pequenas e médias empresas (25- 2 000 usuários)                                                                                 | 4.4.2 (Maio 2009)                             |
| en:Kamailio/en:OpenSIPS (anteriormente conhecido como en:OpenSER) | Linux/BSD, Solaris                                                       | GPL / Software livre                                                 | Sim     | SIP, XMPP                                                                            |                                                                                              | SIP Registrar/Proxy; Autenticação; Diameter; RADIUS; ENUM; Menor custo de roteamento | Provedor de serviços SIP | 3.0.0 (Janeiro 2010)                          |
| snom ONE (anteriormente en:pbxnsip)                               | Linux/BSD, Mac OS X, Windows                                             | Closed Software Proprietário                                         | Não     | SIP                                                                                  | SRTP                                                                                         | IP PBX; Indicador de presença; IVR; Provisionamento automático do telefone; Servidor de fax; Mensagem unificada; Outlook; Integração com o Exchange; Conferência; Marcação externa | Pequenas e médias empresas (25-256 usuários)                                                                                    | 3.3.1.3177 (Abril 2009)                       |
| en:Revation LinkLive                                              | Windows server / Linux                                                   | Closed Software Proprietário                                         | Não     | SIP                                                                                  | TLS, SRTP                                                                                    | Comunicação segura unificada; Presence; Mensagem instantânea/Chat; VoIP; Vídeo; Compartilhamento de desktop; Compartilhamento de arquivos; IVR; PBX; Correio de voz; ACD; Servidor de e-mail | Provedores de serviço SIP | 5.3 (Agosto 2011)                             |
| en:SIP Express Router (SER)                                       | Linux/BSD, Solaris                                                       | GPL / Software livre                                                 | Sim     | SIP                                                                                  |                                                                                              | SIP Registro/Proxy; Autenticação; Diameter; RADIUS; ENUM | Provedores de serviço SIP | 2.0.0                                         |
| sipX ECS IP PBX                                                   | Linux                                                                    | L-GPL / Open source                                                  | Sim     | Controle nativo de chamada SIP                                                       | HTTPS, TLS                                                                                   | Redundância completa (HA); Gerenciamento plug & play; Incluindo telefones e gateways, com todos os recursos | Entre 200 e 10,000 usuários, multiplos-sites                                                                                    | 4.2, Abril 2010                               |
| Unison                                                            | Linux                                                                    | Closed Software Proprietário                                         | Não     | SIP, XMPP, IMAP, SMTP, CalDAV                                                        | SSL, TLS                                                                                     | Mensagens Unificadas, IP PBX, IVR, IM, servidor Calendário, LDAP e E-mail | Pequenas e Médias empresas (25-256 utilizadores)                                                                                | 3.0, Fevereiro 2010                           |
| en:VoIPDomain                                                     | Linux                                                                    | GPL / Software livre                                                 | Sim     | SIP                                                                                  | SSL, TLS, AES                                                                                | Sistema de administração remota de servidores Asterisk profissional, multi-tenant, com auto-provisionamento e API RESTful (centenas de outros reursos) | Empresas pequenas a grandes (usuários ilimitados), multi-site                                                                   | 0.2                                           |
| en:vzRoom                                                         | Windows                                                                  | Closed Software Proprietário                                         | Não     | SIP                                                                                  | SSL, TLS, AES                                                                                | IM/Chat, VoIP, Video, Compartilhamento de desktop, Compartilha Video, Quadro, Compartilha Ficheiros, Calendário, gravador | Empresas individuais até médias (2-1,000 utilizadores)                                                                          | 0.8.8.735, November 2010                      |
| PACER                                                             | Windows, Linux, Solaris, AIX, HPUX                                       | Software Proprietário                                                | Não     |                                                                                      | TLS, SSL, HTTPS                                                                              | IVR; Transmissão de voz; PBX Virtual; ACD; Mensagem XML; Ambiente de desenvolvimento | Empresas, desenvolvedores, provedores de serviços                                                                               | 12.1                                          |
| pbxnsip                                                           | Windows, Linux, BSD                                                      | Software Proprietário                                                | Não     | SIP                                                                                  | TLS para sinalização; SRTP e SDES para mídia e troca de chaves                               | Gravador de chamadas; Barge In; NAT-Traversal; Trunking | Aparelhos; CPE; Servidores de hospedagem                                                                                        | 1.5.2 (release), 2.0 (beta)                   |
| en:SIP Communicator                                               | Linux, Mac, Windows XP/2000 (todos com suporte a java)                   | LGPL Software livre                                                  | Sim     | SIP/SIMPLE, Jabber                                                                   |                                                                                              | Text messaging | |                                               |
| Solegy-OSS Desktop Dialer                                         | Microsoft Windows                                                        | Freeware                                                             | Não     | SIP                                                                                  | Hash (CBCOM mode) Encryption                                                                 | Transferência de chamadas (SIP REFER); Mensagem instantânea (SIP/SIMPLE ou Jabber); NAT-tRAversal (STUN); Codecs múltiplos (iLBC, Speex, GSM, G.711, G.723, etc.) | Provedores de serviços, desenvolvedores                                                                                         | Beta (Dezembro 2006)                          |
| en:OpenH323 e OPAL                                                | Linux, Mac OS X, Windows, PocketPC, VxWorks                              | MPL Software livre                                                   | Sim     | H.323                                                                                |                                                                                              | | OpenH323: 1.19.0.1 (12 Junho 2006), OPAL: 2.2.3 (9 Outubro 2006)                                                                |                                               |
| en:Minisip                                                        | Windows XP, 2000, Linux, Pocket PC                                       | GPL / LGPL Software livre                                            | Sim     | SIP                                                                                  | SRTP, TLS, MIKEY (DH, PSK, PKE), cncriptação fim-a-fim utilizando algoritmo não especificado | Video, Conferências em IM | |                                               |
| SoftBX                                                            | Microsoft/Windows XP/Windows Mobile 5                                    | Software Proprietário                                                | Não     | SIP, H.323, CAPI 2.0,                                                                |                                                                                              | 4-2000 usuários/por servidor, acima de 128 000 ITSP plataforma; Correio de voz; Conferência; Central de chamadas | Plataforma de hospedagem ITSP; Substituição de PBX; Aparelhos                                                                   | 4.2.1003 (Janeiro 2007)                       |
| *starShop                                                         |                                                                          | Open source GPL                                                      | Sim     | Baseado em Asterisk PBX                                                              |                                                                                              | (PBX, not client) | Calling Shops and Internet cafes.                                                                                               | 0.02 (29 de Novembro de 2005)                 |
| SwyxWare                                                          | Microsoft Windows XP/2000/2003/Vista                                     | Software Proprietário                                                | Não     | SIP, H.323, CAPI 2.0,                                                                |                                                                                              | | Businesses from 5 users to 10000 Users                                                                                          | 6.02 (1th Maio 2007)                          |
| SIP Express Media Server (SEMS)                                   | Linux / FreeBSD                                                          | Open source GPL                                                      | Sim     | SIP,RTP                                                                              |                                                                                              | Correio de voz; IVR; Conferência mista; Interpretador Python incorporado; Múltiplos codecs (iLBC, GSM, G.711, etc.) | Provedores SIP | 0.10.0_rc2                                    |
| YATE                                                              | Linux, Windows                                                           | GPL / MPL free software                                              | Sim     | H.323, IAX, RTP e SIP                                                                |                                                                                              | Conferência de áudio; PBX; E1/T1; ISDN; Analizador VoIP; PostgreSQL; Suporte MySQL;IVR | |                                               |